# Legislatura 1990-1992 (Camera Deputaților)
Această listă descrie componența Camerei Deputaților din România în legislatura 1990-1992, în funcție de județul în care au candidat.

## Legislatura 1990-1992
| Nume si Prenume                           | Județ           | Partid     |
| ----------------------------------------- | --------------- | ---------- |
| Ioan Florea                               | Alba            | PER        |
| Mihai-Apostol Enăchescu                   | Alba            | FSN        |
| Nicolae Mărginean                         | Alba            | FSN        |
| Cîndea-Ioan Niculiță                      | Alba            | FSN        |
| Radu Ciuceanu                             | Alba            | PNL        |
| Iuliu Brenduș                             | Alba            | UDMR       |
| Aristide Nelu Dragomir                    | Arad            | FSN        |
| Dumitru Giurescu                          | Arad            | FSN        |
| Constantin Popescu                        | Arad            | FSN        |
| Nora Marta Țărnea                         | Arad            | FSN        |
| Constantin Anton Călin Popescu-Tăriceanu  | Arad            | PNL        |
| Petru Ștefănuț                            | Arad            | PNTCD      |
| Gheorghe Tokay                            | Arad            | UDMR       |
| Constantin Topliceanu                     | Argeș           | PER        |
| Constantin Argatu Calinic                 | Argeș           | FSN        |
| Cornel Constantinescu                     | Argeș           | FSN        |
| Constantin Dragomir                       | Argeș           | FSN        |
| Adrian Duță                               | Argeș           | FSN        |
| Filip Georgescu                           | Argeș           | FSN        |
| Ion Cristian Dan Popovici                 | Argeș           | FSN        |
| Cătălin-Marian Rădulescu                  | Argeș           | FSN        |
| Nichita Sandu                             | Argeș           | FSN        |
| Cornel Nica                               | Argeș           | PDAR       |
| Nicolae Enescu                            | Argeș           | PNL        |
| Cornel Protopopescu                       | Bacău           | PER        |
| Viorel Aramă                              | Bacău           | FSN        |
| Dumitru Brăneanu                          | Bacău           | FSN        |
| Nicolae Ciocan                            | Bacău           | FSN        |
| Ioan Danăilă                              | Bacău           | FSN        |
| Doina-Ofelia Melinte                      | Bacău           | FSN        |
| Vasile Nistor                             | Bacău           | FSN        |
| Octavian Opriș                            | Bacău           | FSN        |
| Gheorghe Vespan                           | Bacău           | FSN        |
| Ioan Voicea                               | Bacău           | FSN        |
| Rodica Șerbănescu                         | Bacău           | PNL        |
| Ioan Balog                                | Bihor           | FSN        |
| Gavril Cheregi                            | Bihor           | FSN        |
| Vasile-Ionel Hedea                        | Bihor           | FSN        |
| Gheorghiță Lupău                          | Bihor           | FSN        |
| Maria Tirla                               | Bihor           | FSN        |
| Matei Heckel                              | Bihor           | Minorități |
| Eugen Ardelean                            | Bihor           | PDAR       |
| Ioan-Liviu Negruț                         | Bihor           | PDAR       |
| Mihai Carp                                | Bihor           | PNL        |
| Gabriel Țepelea                           | Bihor           | PNTCD      |
| Vasile Șuta                               | Bihor           | PUNR       |
| Iosif Csapó                               | Bihor           | UDMR       |
| Bela Nagy                                 | Bihor           | UDMR       |
| Zsolt Szilágyi                            | Bihor           | UDMR       |
| Ioan Catarig                              | Bistrița-Năsăud | FSN        |
| Paul-Adrian Ilieș                         | Bistrița-Năsăud | FSN        |
| Ioan Oltean                               | Bistrița-Năsăud | FSN        |
| Zoltán Szilágyi                           | Bistrița-Năsăud | UDMR       |
| Aurelian Gulea                            | Botoșani        | FSN        |
| Gheorghe Marcu                            | Botoșani        | FSN        |
| Dumitru Mocanu                            | Botoșani        | FSN        |
| Dumitru Nechifor                          | Botoșani        | FSN        |
| Ion Paicu                                 | Botoșani        | FSN        |
| Nicolai Ureche                            | Botoșani        | FSN        |
| Severin Zofotă                            | Botoșani        | FSN        |
| Eugeniu Ghiță                             | Brașov          | PER        |
| Vasile Lascu                              | Brașov          | PER        |
| Mihai Lugojanu                            | Brașov          | PER        |
| Vasile Bran                               | Brașov          | FSN        |
| Septimiu Marius Costin                    | Brașov          | FSN        |
| Ion Itu                                   | Brașov          | FSN        |
| Vasile Munteanu                           | Brașov          | FSN        |
| Emil Stoica                               | Brașov          | FSN        |
| Vasile-Octavian Șerbu                     | Brașov          | FSN        |
| George-Ioan Beșe                          | Brașov          | PNL        |
| Adrian Nicoară                            | Brașov          | PNTCD      |
| Alin-Mihai-Dumitru Druga                  | Brașov          | PUNR       |
| Lázár Madaras                             | Brașov          | UDMR       |
| Nicolae Băteanu                           | Brăila          | FSN        |
| Elarie Ciupală                            | Brăila          | FSN        |
| Florica Dumitrescu                        | Brăila          | FSN        |
| Elena Ene                                 | Brăila          | FSN        |
| Ștefan Cazimir                            | București       | PLS        |
| Mihail Bălănescu                          | București       | PER        |
| Sergiu Cunescu                            | București       | PER        |
| Otto-Ernest Weber                         | București       | PER        |
| Sorin-Theodor Botnaru                     | București       | FSN        |
| Costică Canacheu                          | București       | FSN        |
| Daniela-Carmen Crăsnaru                   | București       | FSN        |
| Aurelian Dochia                           | București       | FSN        |
| Ioan Dănuț Fleacă                         | București       | FSN        |
| Dorin Corneliu Gavaliugov                 | București       | FSN        |
| Adrian Georgescu                          | București       | FSN        |
| Mihail Golu                               | București       | FSN        |
| Mihai Iancu                               | București       | FSN        |
| Agata Nicolau Iliescu                     | București       | FSN        |
| Smaranda Ionescu                          | București       | FSN        |
| Eugenia Iorga                             | București       | FSN        |
| Viorel Lixăndroiu                         | București       | FSN        |
| Gheorghe Manole                           | București       | FSN        |
| Teodor-Horia Mihăiescu                    | București       | FSN        |
| Dorina Teodora Mihăilescu                 | București       | FSN        |
| Corneliu Stelian Mirea                    | București       | FSN        |
| Liviu Mureșan                             | București       | FSN        |
| Tiberiu-Ovidiu Mușetescu                  | București       | FSN        |
| Mircea Pavlu                              | București       | FSN        |
| George Popescu                            | București       | FSN        |
| Aurică Radu                               | București       | FSN        |
| Gheorghe-Dorin Scorțan                    | București       | FSN        |
| Constantin Sorescu                        | București       | FSN        |
| Mihai Voicu                               | București       | FSN        |
| Gheorghe Răducanu                         | București       | Minorități |
| Varujan Vosganian                         | București       | Minorități |
| Serghei Mesaroș                           | București       | PDAR       |
| Dumitru Teaci                             | București       | PDAR       |
| Ion Basgan                                | București       | PNL        |
| Ion Gutzulescu                            | București       | PNL        |
| Dan Amedeo Lăzărescu                      | București       | PNL        |
| Petru Bedros Nae                          | București       | PNL        |
| Horia-Radu Pașcu                          | București       | PNL        |
| Constantin Klaps Constantinescu           | București       | PNTCD      |
| Ion Diaconescu                            | București       | PNTCD      |
| Vasile Constantin Niculae Ionescu-Galbeni | București       | PNTCD      |
| Ion I. Brătianu                           | București       | PUNR       |
| Ioan Todiraș                              | București       | PUNR       |
| Alexandru Albu                            | Buzău           | FSN        |
| Petre Partal                              | Buzău           | FSN        |
| Mihai Petrescu                            | Buzău           | FSN        |
| Cameliu Ovidiu Petrescu                   | Buzău           | FSN        |
| Dumitru Pîslaru                           | Buzău           | FSN        |
| Costin Sandu                              | Buzău           | FSN        |
| Antonică Dijmărescu                       | Caraș-Severin   | PER        |
| Dumitru Bîtea                             | Caraș-Severin   | FSN        |
| Petru Bona                                | Caraș-Severin   | FSN        |
| Dragoș Enache                             | Caraș-Severin   | FSN        |
| Petru Goga                                | Caraș-Severin   | FSN        |
| Vasile Matei                              | Caraș-Severin   | FSN        |
| Adrian Ioan Vilău                         | Caraș-Severin   | FSN        |
| Marian Balaban                            | Caraș-Severin   | PNL        |
| Nichita Dumitrescu                        | Caraș-Severin   | PNTCD      |
| Stelian Androne                           | Călărași        | FSN        |
| Ioan Damian                               | Călărași        | FSN        |
| Ion Gurău                                 | Călărași        | FSN        |
| Dorin Mitișor                             | Călărași        | FSN        |
| Nicolae Tăut                              | Călărași        | FSN        |
| Alexandru Ceapoi                          | Cluj            | FSN        |
| Marian Bia                                | Cluj            | FSN        |
| Alexandru Lăpușan                         | Cluj            | FSN        |
| Ionel Roman                               | Cluj            | FSN        |
| Iosef Timen                               | Cluj            | FSN        |
| Tiberius Căileanu                         | Cluj            | PNL        |
| Ion Rațiu                                 | Cluj            | PNTCD      |
| Octavian-Dan Căpățînă                     | Cluj            | PUNR       |
| Mircea Crețu                              | Cluj            | PUNR       |
| Ioan Gavra                                | Cluj            | PUNR       |
| Alexandru Balasz                          | Cluj            | UDMR       |
| Ladislau-Ștefan Pillich                   | Cluj            | UDMR       |
| Vasile Podhradszky                        | Cluj            | UDMR       |
| Ioan Dumitrescu                           | Constanța       | FSN        |
| Nicolae Dumitru                           | Constanța       | FSN        |
| Ioan Georgescu                            | Constanța       | FSN        |
| Marin-Anton Mangiurea                     | Constanța       | FSN        |
| Dumitru Moinescu                          | Constanța       | FSN        |
| Dumitru Alexandru Radu                    | Constanța       | FSN        |
| George Simatiuc                           | Constanța       | FSN        |
| Ioan Turlacu                              | Constanța       | FSN        |
| Amet Hogea                                | Constanța       | Minorități |
| Gemil Tahsin                              | Constanța       | Minorități |
| Nicolae Iuruc                             | Constanța       | PDAR       |
| Victor Surdu                              | Constanța       | PDAR       |
| Voicu Radu Roșculeț                       | Constanța       | PNL        |
| Ion Ursache                               | Covasna         | FSN        |
| Akos Bajcsi                               | Covasna         | UDMR       |
| Geza Domokos                              | Covasna         | UDMR       |
| Árpád-Francisc Márton                     | Covasna         | UDMR       |
| Dumitru Badea                             | Dâmbovița       | FSN        |
| Victor Boștinaru                          | Dâmbovița       | FSN        |
| Constantin Dumitrache                     | Dâmbovița       | FSN        |
| Elena Dumitru                             | Dâmbovița       | FSN        |
| Bogdan Pătrașcu                           | Dâmbovița       | FSN        |
| Daniela Popa                              | Dâmbovița       | FSN        |
| Adrian Silistraru                         | Dâmbovița       | FSN        |
| Dan Dorin Constantin Staicu               | Dâmbovița       | FSN        |
| Gheorghe Chivu                            | Dâmbovița       | PDAR       |
| Constantin Gib                            | Dâmbovița       | PDAR       |
| Constantin Andreescu                      | Dâmbovița       | PNL        |
| Nicolae Leonida Nicolaescu                | Dolj            | PER        |
| Radu Mircea Berceanu                      | Dolj            | FSN        |
| Alexandru Brezniceanu                     | Dolj            | FSN        |
| Vasile Cîrjoi                             | Dolj            | FSN        |
| Constanța Comișel                         | Dolj            | FSN        |
| Viorel Găină                              | Dolj            | FSN        |
| Petre Gongu                               | Dolj            | FSN        |
| Constantin Ivanovici                      | Dolj            | FSN        |
| Ionel Dan Pappa                           | Dolj            | FSN        |
| Ion Ștefănescu                            | Dolj            | FSN        |
| Gheorghe Scrieciu                         | Dolj            | PDAR       |
| Silviu Simion Șomîcu                      | Dolj            | PDAR       |
| Ariton Nedelcu                            | Dolj            | PNL        |
| Florin Ioan Tupilatu                      | Galați          | PER        |
| Constantin Arhire                         | Galați          | FSN        |
| Dumitru Beznea                            | Galați          | FSN        |
| Daniela Aprodu Buruiană                   | Galați          | FSN        |
| Alexandru Comănescu                       | Galați          | FSN        |
| Teodoru Dobrițoiu                         | Galați          | FSN        |
| Costel Gheorghiu                          | Galați          | FSN        |
| Ioan-Cătălin Iamandi                      | Galați          | FSN        |
| Constantin Mircea                         | Galați          | FSN        |
| Adrian Săndulache                         | Galați          | FSN        |
| Radu Grigore                              | Galați          | PNL        |
| Mihail Iușut                              | Giurgiu         | FSN        |
| Mihai Miron                               | Giurgiu         | FSN        |
| Dimitrie-Gabriel Nicolescu                | Giurgiu         | FSN        |
| Marin Predilă                             | Giurgiu         | FSN        |
| Dumitru Berca                             | Gorj            | FSN        |
| Dumitru Diaconescu                        | Gorj            | FSN        |
| Nicolae Alexandru Mischie                 | Gorj            | FSN        |
| Ion Tomescu                               | Gorj            | FSN        |
| Ioan Oncea                                | Harghita        | FSN        |
| Erno Borbely                              | Harghita        | UDMR       |
| Geza-Jozsef Borsos                        | Harghita        | UDMR       |
| Ștefan-Francisc Csutak                    | Harghita        | UDMR       |
| Bela Incze                                | Harghita        | UDMR       |
| Benedek Nagy                              | Harghita        | UDMR       |
| Viorica Edelhauser                        | Hunedoara       | PER        |
| Nicolae Ungureanu                         | Hunedoara       | PER        |
| Dumitru Armășescu                         | Hunedoara       | FSN        |
| Valeriu Butulescu                         | Hunedoara       | FSN        |
| Francisc-Septimiu Krausz                  | Hunedoara       | FSN        |
| Ioan Marcu                                | Hunedoara       | FSN        |
| Marin Stan                                | Hunedoara       | FSN        |
| Ioan Timiș                                | Hunedoara       | FSN        |
| Aron Todoroni                             | Hunedoara       | PNL        |
| Ioan Alexandru                            | Hunedoara       | PNTCD      |
| Albert-Csaba Takacs                       | Hunedoara       | UDMR       |
| Ioan Cerchez                              | Ialomița        | FSN        |
| Mihai Iordache                            | Ialomița        | FSN        |
| Constantin Pârvu                          | Ialomița        | FSN        |
| Neculae Radu                              | Ialomița        | FSN        |
| Mariana Bezdadea                          | Iași            | PER        |
| Lucian Emil Alexandrescu                  | Iași            | FSN        |
| Dumitru Calance                           | Iași            | FSN        |
| Vasile Diacon                             | Iași            | FSN        |
| Ion Hopulele                              | Iași            | FSN        |
| Florin-Lucian Oarză                       | Iași            | FSN        |
| Constantin Orhei                          | Iași            | FSN        |
| Dumitru Rădăuceanu                        | Iași            | FSN        |
| Gheorghe Roman                            | Iași            | FSN        |
| Ion Staicu                                | Iași            | FSN        |
| Costache Bejan                            | Iași            | PDAR       |
| Vasile Hobjilă                            | Iași            | PDAR       |
| Cristian-Constantin Zăinescu              | Iași            | PNL        |
| Filip Moisei                              | Maramureș       | PER        |
| Griguță-Augustin Botiș                    | Maramureș       | FSN        |
| Gheorghe Farcașiu                         | Maramureș       | FSN        |
| Nicolae Filip                             | Maramureș       | FSN        |
| Marcel Grec                               | Maramureș       | FSN        |
| Teodor Lupuțiu                            | Maramureș       | FSN        |
| Mircea Man                                | Maramureș       | FSN        |
| Ioan Drăghici                             | Maramureș       | PNL        |
| Attila Zonda                              | Maramureș       | UDMR       |
| Marin Durac                               | Mehedinți       | FSN        |
| Virgil Popescu                            | Mehedinți       | FSN        |
| Gerhard Schwerin                          | Mehedinți       | FSN        |
| Ștefan Tîrîțescu                          | Mehedinți       | FSN        |
| René-Radu Policrat                        | Mehedinți       | PNL        |
| Mihail-Constantin Ginculescu              | Mureș           | FSN        |
| Corneliu Moldovan                         | Mureș           | FSN        |
| Coriolan Bucur                            | Mureș           | PUNR       |
| Petru Burcă                               | Mureș           | PUNR       |
| Paul Ciobanu                              | Mureș           | PUNR       |
| Petru Dumitru Pop                         | Mureș           | PUNR       |
| László Zsigmond                           | Mureș           | UDMR       |
| László Borbély                            | Mureș           | UDMR       |
| György Frunda                             | Mureș           | UDMR       |
| Károly Kerekes                            | Mureș           | UDMR       |
| Ioan Bivolaru                             | Neamț           | FSN        |
| Eftemie-Stelian Ghiță                     | Neamț           | FSN        |
| Mihai-Emilian Mancaș                      | Neamț           | FSN        |
| Petre Ninosu                              | Neamț           | FSN        |
| Cristian Rădulescu                        | Neamț           | FSN        |
| George-Iulian Stancov                     | Neamț           | FSN        |
| Mihail-Constantin Stoica                  | Neamț           | FSN        |
| Mihai Hanganu                             | Neamț           | PDAR       |
| Liviu Bujor                               | Neamț           | PNL        |
| Vasile Ciuciu                             | Olt             | FSN        |
| Ioan-Paul Cojocaru                        | Olt             | FSN        |
| Gheorghe Crăciun                          | Olt             | FSN        |
| Ștefan Dîrdală                            | Olt             | FSN        |
| Eugen Mitu                                | Olt             | FSN        |
| Antonie Sindile                           | Olt             | FSN        |
| Tatiana Grigorescu                        | Prahova         | PER        |
| Florin-Stelian Popescu                    | Prahova         | PER        |
| Ionel Ardelean                            | Prahova         | FSN        |
| Ionel Blaga                               | Prahova         | FSN        |
| Marcel Chirițescu                         | Prahova         | FSN        |
| Horia Florescu                            | Prahova         | FSN        |
| Ioan Mihuț                                | Prahova         | FSN        |
| Ilie Nică                                 | Prahova         | FSN        |
| Gheorghe Palade                           | Prahova         | FSN        |
| Adrian-Constantin Pitca                   | Prahova         | FSN        |
| Constantin Corneliu Ruse                  | Prahova         | FSN        |
| Petre Țurlea                              | Prahova         | FSN        |
| Antonie Lințmaier                         | Prahova         | Minorități |
| Anton Nicolau                             | Prahova         | Minorități |
| Valeriu Pescaru                           | Prahova         | PDAR       |
| Mircea Ionescu-Quintus                    | Prahova         | PNL        |
| Remus Constantin Opriș                    | Prahova         | PNTCD      |
| Gheorghe Lungu                            | Satu-Mare       | FSN        |
| Ioan Sabău                                | Satu-Mare       | FSN        |
| Romul Soponar                             | Satu-Mare       | FSN        |
| Imre András                               | Satu-Mare       | UDMR       |
| Francisc Pécsi                            | Satu-Mare       | UDMR       |
| Attila Varga                              | Satu-Mare       | UDMR       |
| Ioan Ardelean                             | Sălaj           | FSN        |
| Toader Mănăilă                            | Sălaj           | FSN        |
| Ioan Moldovan                             | Sălaj           | FSN        |
| Iuliu Vida                                | Sălaj           | UDMR       |
| Corina Iosif Ion                          | Sibiu           | PER        |
| Peter Weber                               | Sibiu           | PER        |
| Ioan Bogdan                               | Sibiu           | FSN        |
| Dumitru Șerban                            | Sibiu           | FSN        |
| Septimiu Bujor Tatu                       | Sibiu           | FSN        |
| Ingmar Brandsch                           | Sibiu           | Minorități |
| Ioan Ban                                  | Sibiu           | PNL        |
| Liviu Lalu                                | Sibiu           | PNTCD      |
| Gregoriu-Petru Maior                      | Sibiu           | PNTCD      |
| Nicolae Simescu                           | Sibiu           | PUNR       |
| Ioan Iețcu                                | Suceava         | PER        |
| Teodor Axente                             | Suceava         | FSN        |
| Mircea Bodea                              | Suceava         | FSN        |
| Mihai Chiriac                             | Suceava         | FSN        |
| Sabin-Adrian Drăgan                       | Suceava         | FSN        |
| Gheorghe Ghețău                           | Suceava         | FSN        |
| Bogdan-Victor Grigoriu                    | Suceava         | FSN        |
| Nicolae Lazăr                             | Suceava         | FSN        |
| Epifanie-Tiberiu Maerean                  | Suceava         | FSN        |
| Viorel Munteanu                           | Suceava         | FSN        |
| Ștefan Tcaciuc                            | Suceava         | UUR        |
| Iulia Miza Leo                            | Suceava         | PNL        |
| Constantin Berechet                       | Teleorman       | FSN        |
| Floarea Lupu Calotă                       | Teleorman       | FSN        |
| Benedict Cazimir Ionescu                  | Teleorman       | FSN        |
| Ion Năstăsescu                            | Teleorman       | FSN        |
| Adriean Videanu                           | Teleorman       | FSN        |
| Ion Zgorcea                               | Teleorman       | FSN        |
| Tudor-Horia Nicolescu                     | Teleorman       | PNL        |
| Victor Cevdarie                           | Timiș           | PER        |
| Octavian Dogariu                          | Timiș           | FSN        |
| Claudiu Iordache                          | Timiș           | FSN        |
| Gabriel Marinescu                         | Timiș           | FSN        |
| Nicolae-Ioan Negoescu                     | Timiș           | FSN        |
| Romulus Paraschivoiu                      | Timiș           | FSN        |
| Gheorghe Sfercoci                         | Timiș           | FSN        |
| Carol-Matei Ivanciov                      | Timiș           | Minorități |
| Milenco Luchin                            | Timiș           | Minorități |
| Vasile Bărbat                             | Timiș           | PDAR       |
| Petrișor Morar                            | Timiș           | PDAR       |
| Dinu Patriciu                             | Timiș           | PNL        |
| Mircea Horia Rusu                         | Timiș           | PNL        |
| Valentin-Corneliu Gabrielescu             | Timiș           | PNTCD      |
| Francisc Bárány                           | Timiș           | UDMR       |
| Cantemir Gafar                            | Tulcea          | FSN        |
| Ananie Ivanov                             | Tulcea          | FSN        |
| Ion Lazia                                 | Tulcea          | FSN        |
| Elena Preda                               | Tulcea          | FSN        |
| Echim Andrei                              | Tulcea          | Minorități |
| Severin Baciu                             | Vâlcea          | FSN        |
| Gheorghe Glăvan                           | Vâlcea          | FSN        |
| Gheorghe Pavel                            | Vâlcea          | FSN        |
| Ion-Oltea Toană                           | Vâlcea          | FSN        |
| Mihai Tudor                               | Vâlcea          | FSN        |
| Dan Alexandru Vilaia                      | Vâlcea          | FSN        |
| Gheorghe Voinea                           | Vâlcea          | PNL        |
| Georgică Alexandrache                     | Vaslui          | FSN        |
| Emil Cojocariu                            | Vaslui          | FSN        |
| Marțian Dan                               | Vaslui          | FSN        |
| Marian Enache                             | Vaslui          | FSN        |
| Tiberiu Macovei                           | Vaslui          | FSN        |
| Simion Năstase                            | Vaslui          | FSN        |
| Florin-Constantin Baranovschi             | Vrancea         | FSN        |
| Mircea Filimon                            | Vrancea         | FSN        |
| Verginica Novac                           | Vrancea         | FSN        |
| Vasile Rădulescu                          | Vrancea         | FSN        |
| Gheorghe Zaharia                          | Vrancea         | FSN        |

## Au încetat mandatul înainte de terminarea legislaturii
| Nume și Prenume                | Județ           | Partid |
| ------------------------------ | --------------- | ------ |
| Petru Fleșer                   | Alba            | FSN    |
| Gheorghe Dan Ivan Lazăr        | Arad            | FSN    |
| Nicolae Olteanu                | Argeș           | FSN    |
| Sorin Cristea                  | Bacău           | FSN    |
| Neculae Lupu                   | Bacău           | FSN    |
| Vasile Blaga                   | Bihor           | FSN    |
| Iosif Tocoian                  | Bihor           | FSN    |
| Ștefan Seremi                  | Bihor           | FSN    |
| Ioan Seracin                   | Bihor           | PDAR   |
| Mircea David                   | Bistrița-Năsăud | FSN    |
| Ioan Szilágy                   | Bistrița-Năsăud | UDMR   |
| Florin Crisbășan               | Brașov          | PER    |
| Octavian Enache                | Brașov          | FSN    |
| Glicherie Stanciu              | Brăila          | FSN    |
| Ion Ștefan                     | Brăila          | FSN    |
| Victor Babiuc                  | București       | FSN    |
| Eugen Dijmărescu               | București       | FSN    |
| Adrian Năstase                 | București       | FSN    |
| Nicolae Niculescu-Duvăz Bogdan | București       | FSN    |
| Petre Roman                    | București       | FSN    |
| Adrian Severin                 | București       | FSN    |
| Cătălin-Basarab Zamfir         | București       | FSN    |
| Dorin Sarafoleanu              | București       | FSN    |
| Corneliu-Dan Zaharia           | București       | FSN    |
| Victoria Cosmin                | București       | FSN    |
| Sorin-Mircea Bottez            | București       | PNL    |
| Alexandru Dumitrescu           | Buzău           | FSN    |
| Petre Posea                    | Buzău           | FSN    |
| Pavel Gheorghe Bălan           | Caraș-Severin   | FSN    |
| Ioan Drăghicescu               | Caraș-Severin   | FSN    |
| Radu-Dumitru Savu              | Călărași        | FSN    |
| Vasile Sălăgean                | Cluj            | FSN    |
| Teodor-Mircea Vaida            | Cluj            | PNL    |
| Péter Eckstein Kovács          | Cluj            | UDMR   |
| Adrian Manole                  | Constanța       | FSN    |
| Marius Mihălăchioiu            | Dâmbovița       | FSN    |
| Gheorghe Albu                  | Dâmbovița       | FSN    |
| Ștefan Ilie                    | Dolj            | FSN    |
| Mircea Radu Ispas              | Dolj            | FSN    |
| Victor Murea                   | Gorj            | FSN    |
| Marian Ștefan Popescu Bejat    | Gorj            | FSN    |
| Victor Vaida                   | Hunedoara       | PER    |
| Ion Iliescu                    | Hunedoara       | FSN    |
| Doina Noghin                   | Iași            | PER    |
| Gheorghe Piticari              | Iași            | FSN    |
| Ioan Amihăesei                 | Iași            | FSN    |
| Silviu-Ioan Ciplea             | Maramureș       | FSN    |
| Marin Bivolaru                 | Maramureș       | PNL    |
| Dumitru Mareși                 | Mehedinți       | FSN    |
| Dumitru Surdu                  | Neamț           | FSN    |
| Marinel Burduja                | Neamț           | FSN    |
| Nicolae Ciobanu                | Olt             | FSN    |
| Marin Ionică                   | Olt             | FSN    |
| Georgeta Pale Valentino        | Prahova         | PER    |
| Vasile Gionea                  | Prahova         | PNTCD  |
| Cornel Morar                   | Satu-Mare       | FSN    |
| Victor Hălmăjan                | Sălaj           | FSN    |
| Romeo-Marius Trifu             | Sibiu           | FSN    |
| Ioan Leș                       | Sibiu           | FSN    |
| Gligor Ciortea                 | Sibiu           | PDAR   |
| Daniel Catargiu                | Suceava         | FSN    |
| Bujor-Bogdan Teodoriu          | Suceava         | FSN    |
| Aurel Puiu                     | Teleorman       | FSN    |
| Timotei Stuparu                | Teleorman       | FSN    |
| Marius-Mihail Tudor            | Timiș           | PER    |
| Dorel Borza                    | Timiș           | FSN    |
| Aurel Găvan                    | Vaslui          | FSN    |
| Gheorghe Rădulescu             | Vrancea         | FSN    |